# Bahnstrecke Mogadischu–Villaggio Duca degli Abruzzi
| |                          |                              |                              |
| Streckenlänge: | 113 km                   |                              |                              |
| Spurweite: | 950 mm (ital. Meterspur) |                              |                              |
| Maximale Neigung: | 18 ‰                     |                              |                              |
| Zweigleisigkeit: | nein                     |                              |                              |
| |                          |                              |                              |
| \| \| \| Hafen Mogadischu \| \| \| \| 0 \| Mogadischu \| Mogadischu \| \| \| 8 \| Km 8 \| Km 8 \| \| \| 18 \| Km 18 \| Km 18 \| \| \| 20 \| Afgoi \| Afgoi \| \| \| \| Shabelle \| \| \| \| 38 \| Abanale \| Abanale \| \| \| 48 \| Buslei \| Buslei \| \| \| 66 \| Bivio Adalei[Anm. 1] \| Bivio Adalei[Anm. 1] \| \| \| 80 \| Adega \| Adega \| \| \| 89,5 \| Moico \| Moico \| \| \| 92,2 \| Ghersale \| Ghersale \| \| \| 99,0 \| Gargar \| Gargar \| \| \| 111,1 \| Shabelle \| Shabelle \| \| \| 113 \| Villaggio Duca degli Abruzzi \| Villaggio Duca degli Abruzzi \| \| \| \| nach Bulo Burti (600 mm) \| \| \| \| \| \| \| \| Quellen: [1] \| \| \| \| |                          |                              |                              |
| Betriebs-/Güterbahnhof Streckenanfang (Strecke außer Betrieb) |                          | Hafen Mogadischu             | Hafen Mogadischu             |
| Bahnhof (Strecke außer Betrieb) | 0                        | Mogadischu                   | Mogadischu                   |
| Haltepunkt / Haltestelle (Strecke außer Betrieb) | 8                        | Km 8                         | Km 8                         |
| Haltepunkt / Haltestelle (Strecke außer Betrieb) | 18                       | Km 18                        | Km 18                        |
| Bahnhof (Strecke außer Betrieb) | 20                       | Afgoi                        | Afgoi                        |
| Brücke über Wasserlauf (Strecke außer Betrieb) |                          | Shabelle                     | Shabelle                     |
| Dienststation / Betriebs- oder Güterbahnhof (Strecke außer Betrieb) | 38                       | Abanale                      | Abanale                      |
| Bahnhof (Strecke außer Betrieb) | 48                       | Buslei                       | Buslei                       |
| Bahnhof (Strecke außer Betrieb) | 66                       | Bivio Adalei                 | Bivio Adalei                 |
| Dienststation / Betriebs- oder Güterbahnhof (Strecke außer Betrieb) | 80                       | Adega                        | Adega                        |
| Dienststation / Betriebs- oder Güterbahnhof (Strecke außer Betrieb) | 89,5                     | Moico                        | Moico                        |
| Bahnhof (Strecke außer Betrieb) | 92,2                     | Ghersale                     | Ghersale                     |
| Dienststation / Betriebs- oder Güterbahnhof (Strecke außer Betrieb) | 99,0                     | Gargar                       | Gargar                       |
| Brücke über Wasserlauf (Strecke außer Betrieb) | 111,1                    | Shabelle                     | Shabelle                     |
| Kopfbahnhof Streckenende (Strecke außer Betrieb) · Betriebs-/Güterbahnhof Streckenanfang (Strecke außer Betrieb) | 113                      | Villaggio Duca degli Abruzzi | Villaggio Duca degli Abruzzi |
| Strecke (außer Betrieb) |                          | nach Bulo Burti (600 mm)     | nach Bulo Burti (600 mm)     |
| |                          |                              |                              |
| Quellen: |                          |                              |                              |

Die Bahnstrecke Mogadischu–Villaggio Duca degli Abruzzi war eine der wenigen Bahnstrecken in Somalia und die wichtigste der italienischen Kolonie Italienisch-Somaliland.

## Geschichte

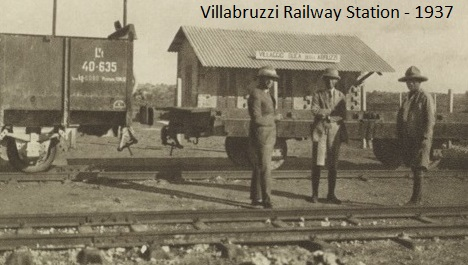
Bahnhof Villaggio Duca degli Abruzzi, vor 1937

Wirtschaftlicher Hintergrund der Strecke war es, die Haupt- und wichtigste Hafenstadt von Italienisch-Somaliland, Mogadischu, mit dessen landwirtschaftlichem Zentrum, der 1920 gegründeten Siedlung Villaggio Duca degli Abruzzi (heute: Jowhar) zu verbinden. In mehreren Etappen wurde dieses Ziel erreicht: Die ersten 30 km von Mogadischu nach Afgoi eröffneten am 24. August 1924, im Januar 1925 erreichte die Betriebsspitze bei Streckenkilometer 66 Bivio Adalei und am 1. Juli 1927 konnte der Verkehr auf den restlichen 47 km bis Villaggio Duca degli Abruzzi aufgenommen werden.
In den 1930er Jahren florierte der Betrieb und die Verbindung wurde mit der Bahnstrecke Villaggio Duca degli Abruzzi–Bulo-Burti um 130 km bis Bulo Burti verlängert. Das aber geschah aus Kostengründen mit einer Feldbahn in der Spurweite 600 mm.
Im Zweiten Weltkrieg besetzten Ende Februar 1941 britische Truppen Mogadischu und wenige Tage später auch Villaggio Duca degli Abruzzi. In der Folge demontierten sie bis Anfang 1942 die komplette Infrastruktur der Bahnstrecke, die sie – ebenso wie die Fahrzeuge – mitnahmen, um sie an anderen Kriegsschauplätzen einzusetzen. Einige Fahrzeuge gelangten so auch nach Libyen.

## Technische Parameter
Die Strecke wurde in der für italienische Schmalspurbahnen üblichen Spurweite von 950 mm errichtet, nachdem die ursprüngliche Planung, die Strecke in Normalspur zu bauen, aufgegeben worden war. Sie war 113 km lang und eingleisig. Im Stadtgebiet von Mogadischu war das Gleis in einer breiten Straße verlegt, im Hafen von Mogadischu führte es auf eine befestigte Mole, um das Umladen von Gütern zu erleichtern. Die maximale Steigung betrug 18 ‰, der höchste Punkt der Strecke befand sich auf 80 m über dem Meeresspiegel bei der Haltestelle Km 18. Einziges größeres Ingenieurbauwerk war die Brücke über den Fluss Shabelle, unmittelbar westlich von Afgoi.

## Betrieb

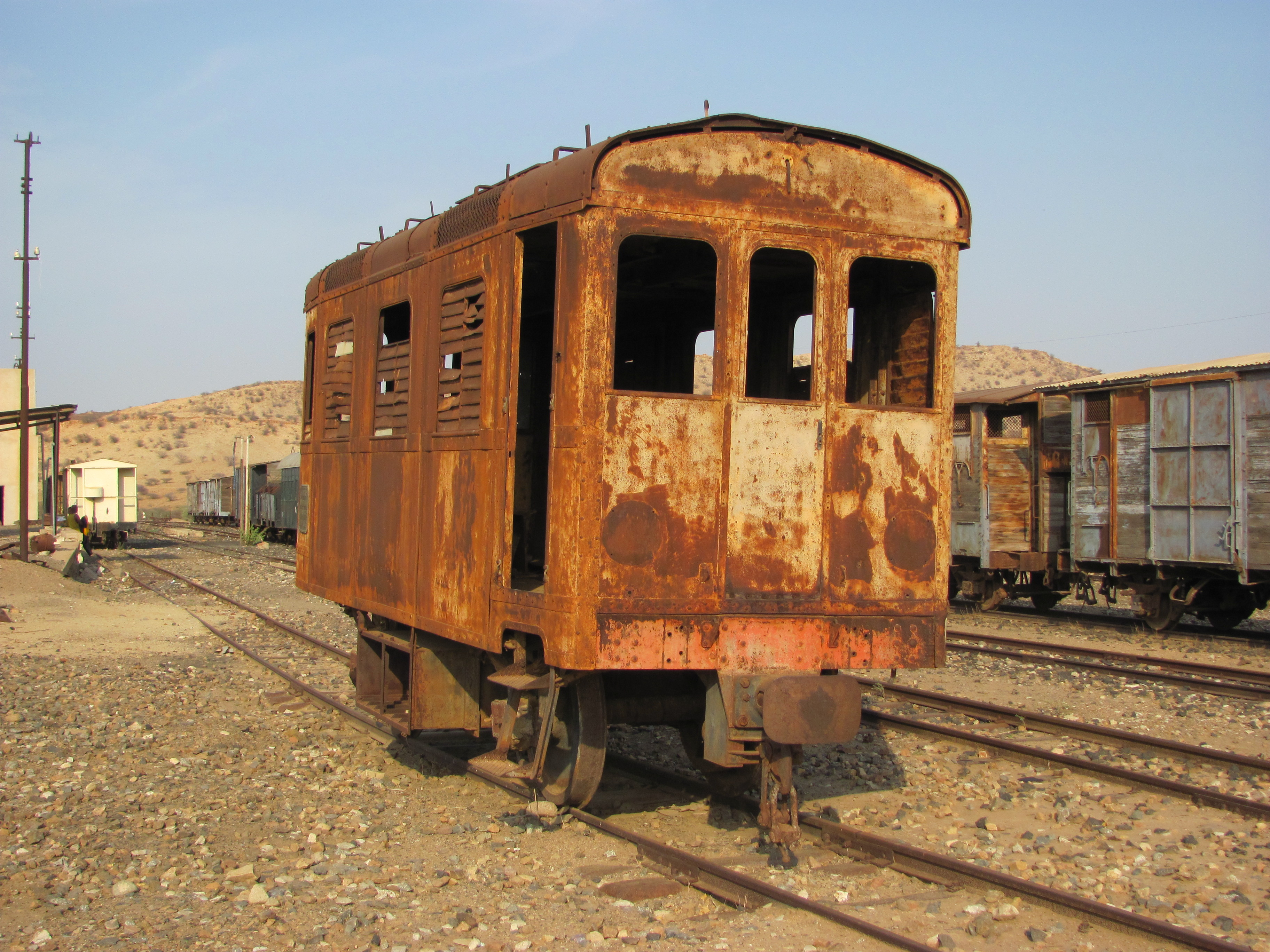
Wrack einer ehemals somalischen Diesellokomotive im Bahnhof Mai Atal in Eritrea

Betreiber der Strecke war die Ferrovia della Somalia Italiana (FSI). Sie hatte 150 bis 200 festangestellte, einheimische Mitarbeiter, die um weitere 250 aufgestockt wurden, wenn Bedarf bestand.
Aufgrund einer Reihe technischer und organisatorischer Schwierigkeiten lief der Bahnbetrieb nur schleppend an. Das normalisierte sich ab 1928. Anfangs verkehrte der durchgehende Personenzug drei Mal die Woche in jeder Richtung und erreichte dabei eine Durchschnittsgeschwindigkeit von 15 km/h. In den 1930er Jahren florierte der Betrieb in dem möglichen bescheidenen Umfang: Im Personenverkehr gab es drei Züge in der Woche, die die Gesamtstrecke befuhren, und in der Verbindung Mogadischu–Afgoi wurde täglich ein Zug angeboten. Die erreichte Durchschnittsgeschwindigkeit betrug 30 km/h.
Für den Bau der Strecke wurden zunächst zwei Dampflokomotiven der Baureihe R.301 (Nr. 5 und 7) und zwei der Baureihe R.300 beschafft. Hinzu kamen drei von Porter gebaute Lokomotiven aus der Saline Massaua.
1927 wurden zwei zweiachsige Diesellokomotiven angeschafft, die ab 1928 durch zwei Lokomotiven mit dieselelektrischem Antrieb und ebenfalls zwei Achsen der Baureihe TL 150 von FIAT ergänzt wurden. Deren Zahl erhöhte sich später auf fünf. Diese Lokomotiven – ergänzt um Dieseltriebwagen – verbesserten die betriebliche Situation derart, dass der Dampfbetrieb weitgehend abgeschafft wurde. 1934 wurden die Lokomotiven der Baureihen R.300 und R.301 an die Eisenbahn Massaua–Biscia in Eritrea abgegeben, nur die kleinen Lokomotiven von „Porter“ verblieben für den Rangierdienst im Hafen von Mogadischu.
Dem Gouverneur von Italienisch-Somaliland stand ein zweiachsiger Salontriebwagen zur Verfügung.